# (33774) 1999 RD147
1999 RD147 (asteroide 33774) é um asteroide da cintura principal. Possui uma excentricidade de 0.10753430 e uma inclinação de 10.66063º.
Este asteroide foi descoberto no dia 9 de setembro de 1999 por LINEAR em Socorro.